# Alcathousiella polyrhaphoides
Alcathousiella polyrhaphoides är en skalbaggsart som först beskrevs av White 1855.  Alcathousiella polyrhaphoides ingår i släktet Alcathousiella och familjen långhorningar.
Artens utbredningsområde är:
- Costa Rica.
- Venezuela.

Inga underarter finns listade i Catalogue of Life.